# Francesco Locatelli
Francesco Locatelli (Moggio, 9 marzo 1920 – 12 dicembre 1978) è stato un ciclista su strada italiano.
Professionista dal 1946 al 1956, vinse il Tour de Pologne 1949.

## Carriera
Corridore degli anni quaranta e cinquanta, riuscì a vincere una sola corsa da professionista, il Giro di Polonia del 1949.

## Palmarès
- 1949

Classifica generale Tour de Pologne

## Piazzamenti

### Classiche monumento
- Milano-Sanremo

1949: 112º
- Giro di Lombardia

1948: 71º